# Grote Moskee van Constantine
De Grote Moskee van Constantine is een moskee in de stad Constantine in het oosten van Algerije.
De Grote Moskee van Constantine is een historische moskee in het stadscentrum van Constantine. De bouw van de moskee dateert uit 1135, tijdens de heerschappij van de Berberse Hammadidische dynastie. De moskee heeft in de loop van haar lange geschiedenis veel veranderingen, uitbreidingen en renovaties ondergaan. Ook tijdens het Ottomaanse tijdperk in 1766 en tijdens de Franse bezetting van Algerije.